# 曼島徽章
曼島徽章於1996年7月12日開始啟用，是王權屬地曼島的正式標誌之一。曼島會長的特徵是紅色盾牌中央的三曲腿圖，這也是曼島的象徵之一。徽章下方的拉丁文 「Quocunque Jeceris Stabit」意為「即使被拋棄，仍然站立」，在17世紀時就已經出現。